# Цифровий добробут
Цифровий добробут — це функція Android, розроблена Google . Про це було оголошено під час події Google I/O 2018 як про підхід, який допоможе користувачам навчитися балансувати своє цифрове життя, відстежуючи, скільки часу вони витрачають на певну програму.

## Історія
Google запустив Digital Wellbeing у 2018 році.